# Ефіопська Січ
«Ефіопська Січ» — роман у жанрі альтернативної історії українського письменника Василя Кожелянка (створений протягом травня 2004 року — грудня 2005 року) та вийшов у видавництві «Лілея-НВ» 2011 року.

## Опис книги
| «Ефіопська січ» — твір багаторівневий. На першому плані — звична для Василя Кожелянка фантастична історія чи історична фантастика з елементами альтернативних версій. Далі — спроби через головного персонажа, козака Павла Лазаренка, відстежити два засадничі архетипи українства — «мати, в сенсі володіти» і «зрадити». Крім того, це один із небагатьох у сучасній українській літературі християнських романів. А назагал, шлях головного героя, це — шлях людини від гріха до покаяння. |
|                  | Настільки несподівана й потужна книжка, що навіть не хочеться прискіпуватися до якихось дрібниць. |
| — Антон Санченко |                                                                                                   |

## Рецензії
- Василь Карп'юк. Кожелянко приходить… [Архівовано 26 лютого 2013 у Wayback Machine.] // Zaxid.net. — 2011. — 10 травня. Процитовано 17 січня 2013.
- Костянтин Родик. Як Павло Лазаренко перестав хотіти [Архівовано 22 жовтня 2013 у Wayback Machine.] // Україна молода. —2011. — 28 грудня. Процитовано 17 січня 2013.

## Нагороди
- 2011 — Всеукраїнський рейтинг «Книжка року», номінація «Красне письменство», Жанрова література[6]
- 2012 — Міжнародна асамблея фантастики «Портал», номінація «Книга українською мовою»[7]

## Видання
- 2011 рік — видавництво «Лілея-НВ».